# Leptophyoides novaeguineae
Leptophyoides novaeguineae är en insektsart som beskrevs av Willemse, C. 1961. Leptophyoides novaeguineae ingår i släktet Leptophyoides och familjen vårtbitare. Inga underarter finns listade i Catalogue of Life.